# Osterrade
Osterrade là một đô thị thuộc huyện Dithmarschen, trong bang Schleswig-Holstein, Đức. Đô thị Osterrade có diện tích 17,09 km².